# Gotha Go 345
Il Gotha Go 345 era un aliante d'assalto sperimentale progettato dall'azienda tedesca Gothaer Waggonfabrik verso la fine della seconda guerra mondiale.

## Storia del progetto
Fu concepito nel 1944 come aliante civile da trasporto. La versione militare, tuttavia, mutò il progetto in quello di un aliante d'assalto e dotato di propulsione a reazione. Questa versione, chiamata 345 B, ebbe una capienza di 10 soldati equipaggiati.
Fonte di energia ausiliaria erano due Pulsoreattori Argus posti sotto le ali. Particolare originale, davanti alla cabina del pilota era posto un retrorazzo per facilitare l'atterraggio. Una vera e propria prova sul campo non ci fu mai a causa dell'invasione alleata che bloccò ogni sviluppo del progetto.
In entrambe le versioni si trattava di un monoplano con ali a sbalzo in legno, bilongherone, rivestite in compensato. La fusoliera aveva struttura in tubi di acciaio saldati e rivestimento in tela. Il piano orizzontale era montato sulla deriva in posizione alta; gli impennaggi avevano struttura lignea e copertura in compensato tranne le parti mobili, ricoperte in tela.

## Versioni

### 345 A
La prima versione: aliante da trasporto.
Il carrello era triciclo con gli elementi principali ammortizzati ed il ruotino anteriore orientabile. L'equipaggio era composto da due persone fianco a fianco; il muso era interamente apribile per facilitare le operazioni di carico nel vano interno. Le dimensioni di quest'ultimo erano: 4,06 x 1,33 x 1,56 m.

### 345 B
La versione militare del progetto iniziale, era caratterizzata dai propulsori ausiliari: due Pulsoreattori Argus ai lati della fusoliera, sotto le ali. Il carrello era costituito da un pattino centrale retrattile sospeso su quattro ammortizzatori al centro della fusoliera.
L'equipaggio era composto da due persone fianco a fianco mentre il vano posteriore poteva ospitare 10 soldati completamente equipaggiati; l'accesso era consentito da porte ribaltabili sui fianchi della fusoliera.
Un retrorazzo (posto tra i piloti) veniva azionato appena prima dell'atterraggio. Era inoltre disponibile un paracadute di frenata.

## Utilizzatori
Germania
- Luftwaffe